# Rocío Dúrcal
María de los Ángeles de las Heras Ortiz (Madrid, 4 de octubre de 1944-Torrelodones, Comunidad de Madrid, 25 de marzo de 2006), conocida como Rocío Dúrcal,  fue una cantante y actriz española.
Nacida en Madrid, desde su infancia demostró tener habilidades para el canto. Tras ser descubierta por Luis Sanz en 1959, empezó a prepararse artísticamente en diversas disciplinas, lo que en 1962 le ayudó a debutar como actriz en la película, Canción de juventud. De ahí en adelante, siguió una carrera actoral y musical en cintas como Más bonita que ninguna (1965), Acompáñame (1966), Amor en el aire (1967), Buenos días, condesita (1967), La novicia rebelde (1972), y Me siento extraña (1977). Esta última marcó el final de sus participaciones cinematográficas, ya que tras su lanzamiento se retiró del cine para meterse de lleno a la música.
Con la finalidad de darle un resurgir a su trayectoria, en 1977 emigró a México para seguir con sus proyectos como cantante. Allí logró la consagración artística al colaborar con el compositor y cantante Juan Gabriel. Con él grabó dos de los álbumes que le dieron gran éxito, Rocío Dúrcal canta a Juan Gabriel (1977) y Canta a Juan Gabriel Volumen 6 (1984); en ambos incluyó temas de mariachi y ranchera con los que consiguió exposición internacional. Después de algunos desacuerdos personales cerca de 1986, terminó su asociación con Juan Gabriel pero aún así siguió lanzando trabajos discográficos en México, entre ellos los álbumes Como tu mujer (1988) y Si te pudiera mentir (1990). 
Después de publicar Caricias (2000) y Entre tangos y mariachi (2001) en México, en 2001 regresó a España para realizar una gira. El mismo año se le diagnosticó cáncer de útero. Dúrcal siguió manteniéndose activa mientras su enfermedad se lo permitió, logrando grabar y estrenar sus últimos discos; En concierto... Inolvidable (2002), Caramelito (2003), y Alma ranchera (2004). En 2005 fue galardonada con un Grammy Latino a la excelencia musical. Un año después falleció a los 61 años de edad a consecuencia de su padecimiento. Sus restos fueron cremados y sus cenizas fueron divididas entre España y México, con una porción de ellas siendo sepultadas en una cripta dentro de la Basílica de Santa María de Guadalupe en Ciudad de México.

## Biografía y carrera

### 1949-1959: primeros años
Nació en Madrid el 4 de octubre de 1944 en el barrio de Cuatro Caminos. Ahí pasaría los primeros años de su vida. Sus padres fueron Tomás de las Heras y María Ortiz. Ellos afirmaron que su hija fue una niña muy tranquila, pero que siempre le gustaba salirse con la suya. En caso contrario era capaz de armar alborotos para informar que no estaba satisfecha de lo que le hacían.
Después de Jacinto, Rocío tendría cuatro hermanos más: Carlos, María Antonia (Cuca), Arturo y Susana. El abuelo paterno trabajaba como conserje en la Institución Sindical de la Paloma, donde la familia vivió por un tiempo. Posteriormente se trasladó a Valencia, cerca de Nazaret.
Fue inscrita en el Colegio del Sagrado Corazón de Jesús, una pequeña escuela regida por monjas católicas, localizada en Chamartín de la Rosa.

### 1959-1962: inicios artísticos
Comenzó su carrera artística participando en diversos festivales y concursos radiales de canto, apoyada por su abuelo paterno. En 1959, a los quince años de edad, con aprobación de sus padres, participó en el programa de canto Primer aplauso. El tema que escogió fue la canción La sombra vendo. Luis Sanz, un cazatalentos que vio el programa, quedó impactado por su talento y personalidad. Tanto fue así, que Sanz se puso en contacto con la emisión para pedir el nombre y la dirección de Dúrcal. 

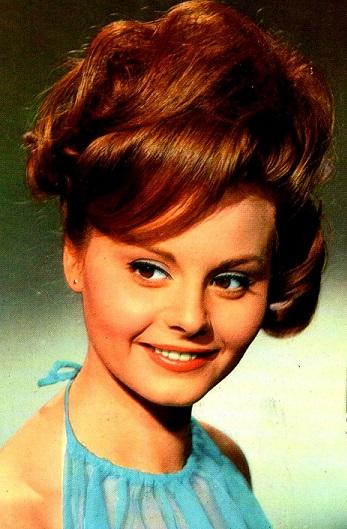
Dúrcal fotografiada en la película La chica del trébol en 1963.

Al cabo de una semana, los padres de María de Los Ángeles dieron su aprobación al empresario. Sanz la apoyó para que concluyera su educación secundaria e inmediatamente se iniciara en el canto, baile y la actuación. Al mismo tiempo que le revela los secretos de la profesión artística, Sanz la pone en contacto en diversos eventos sociales con los artistas famosos de su época. Posteriormente se hizo muy amiga de su contemporánea, Rocío Jurado y de Raphael a quien conocía, pues en esa época vivían en el mismo barrio y a veces coincidían en concursos de radio.
Como su nombre era poco adecuado para lanzarla al estrellato, Sanz ideó llamarla Rocío. En una entrevista televisada Rocío contó que ese sobrenombre se lo puso su abuelo, pues le recordaba al rocío matutino. Así, Sanz debió haber recogido el sobrenombre de aquella costumbre familiar. Pero, pensando que le haría falta un «apellido», él y la joven buscaron un mapa de España en el que ella señaló al azar la población de Dúrcal, en la provincia de Granada.

### 1962-1977: incursión en el cine y la música
Después de unas pruebas de fotogenia, debutó en el cine en 1962 con la película Canción de juventud. Posteriormente, en 1963 se convirtió en la protagonista de las cintas, Rocío de la Mancha, y La chica del trébol. Luego de sus interpretaciones musicales en este último filme, se le concedió un contrato discográfico con Phonogram Records (hoy Universal Music), discográfica con la que grabó y lanzó su primer álbum en 1964, titulado Trébole.

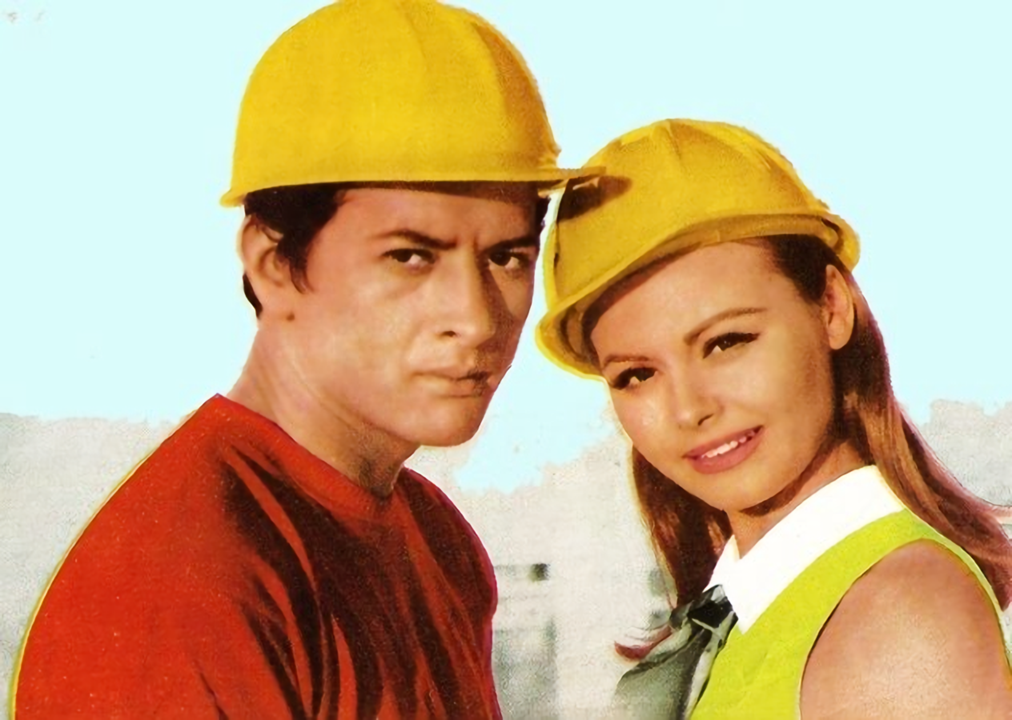
Con Palito Ortega en Amor en el aire (1967).

En su tercera película Tengo 17 años (1964), Rocío Dúrcal hace a un lado su rol de «niña prodigio». El mismo año, realizó su primera obra de teatro titulada Un domingo en Nueva York. En 1966, acorde con esta madurez, fue coprotagonista con el actor y cantante Enrique Guzmán en la película Acompáñame. Se ha constituido la costumbre de editar un álbum por cada película que protagoniza y en este álbum comienza a realizar dúos con distintos cantantes, que en este caso fueron Jaime Morey y Amalia de Isaura. Cuando intervino en Amor en el aire (1967) comparte roles con el joven cantante y compositor argentino Palito Ortega. Pero no será sino al año siguiente, cuando filma Cristina Guzmán que es la primera de sus cintas destinada a público mayor de 18 años.

### 1977-2000:Me siento extrañay estrellato en México
En 1977, participó en el filme del cine de destape, Me siento extraña. En este interpretó a una mujer lesbiana, y de acuerdo a su coestelar Bárbara Rey, fue la única película que Dúrcal se arrepintió de haber hecho por ser una cinta dirigida a un público adulto, marcando una gran diferencia a los papeles de sus anteriores películas. Rey añadió que la cantante había aceptado grabarla porque se encontraba lidiando con problemas económicos. No obstante, con el tiempo dicha producción obtuvo el estatus de cine de culto por ser pionera en el cine de España al tocar el tema del lesbianismo de forma más abierta hacia la audiencia. Luego de esto, se retiró por completo del cine para dedicarse definitivamente a su carrera musical, por lo que el mismo año grabó y lanzó el álbum Una vez más y viajó a México, país donde conoció al compositor y cantante Juan Gabriel. Con él grabó un álbum entero de música ranchera e interpretó composiciones suyas, titulándolo Rocío Dúrcal canta a Juan Gabriel. Este fue bien recibido, lo que llevó a Juan Gabriel a empezar a componer algunas canciones para que la artista pudiera cantarlas.
En 1981, grabó el álbum de baladas Confidencias, que incluyó la pista de La gata bajo la lluvia, una de las primeras canciones que le dieron notabilidad en su paso por México. Su carrera en el antedicho país logró establecerse con gran reconocimiento en 1984, esto luego de que presentara el disco Canta a Juan Gabriel Volumen 6, con el que consiguió un récord de 5,500,000 copias vendidas; convirtiendo a este en uno de los diez álbumes más vendidos en la historia de México, y adicionalmente, con él alcanzó su primera nominación a un Premio Grammy en 1985, como parte de la categoría a mejor lanzamiento mexicanoestadounidense. De la mencionada grabación se desprendieron cuatro de las canciones que consagraron su carrera musical; Déjame vivir (a dueto con Juan Gabriel), Amor eterno, Diferentes, y Costumbres. Este éxito en México le concedió el honor ser nombrada como «la Española más Mexicana».
Cerca de 1986, la amistad entre Dúrcal y Gabriel terminó de forma abrupta por razones que jamás revelaron ninguno de los dos artistas. Sin embargo, algunas versiones mencionan que esto se debió a que mientras la cantante se encontraba filmando el video musical para su canción «La guirnalda», Juan Gabriel había enviado a un equipo de televisión para que grabara escenas de la artista mientras trabajaba, hecho que la molestó y le recriminó de forma brusca al compositor, causándole molestia; otra maneja que fue debido a una discusión por cuestiones discográficas; y finalmente, una más menciona que fue por un presunto triángulo amoroso entre Dúrcal, su esposo Antonio Morales «Junior», y Gabriel, pues de acuerdo al libro Juan Gabriel y yo publicado por Joaquín Muñoz, exmánager de Juan Gabriel, este último se había enamorado del esposo de su entonces amiga, quien los había encontrado «juntos en una habitación». Esto sin embargo fue rebatido por el productor musical Gustavo Farías, quien era «muy cercano» al artista, negando la versión de Muñoz y en su lugar comentando que el distanciamiento había sido provocado por diferencias al grabar el disco Juntos otra vez en 1997, aunque la fecha de su ruptura como amigos ya no coincide, puesto que para ese entonces los dos ya no tenían amistad y dicho álbum únicamente lo habían grabado por compromiso con la empresa discográfica en la que ambos colaboraban.

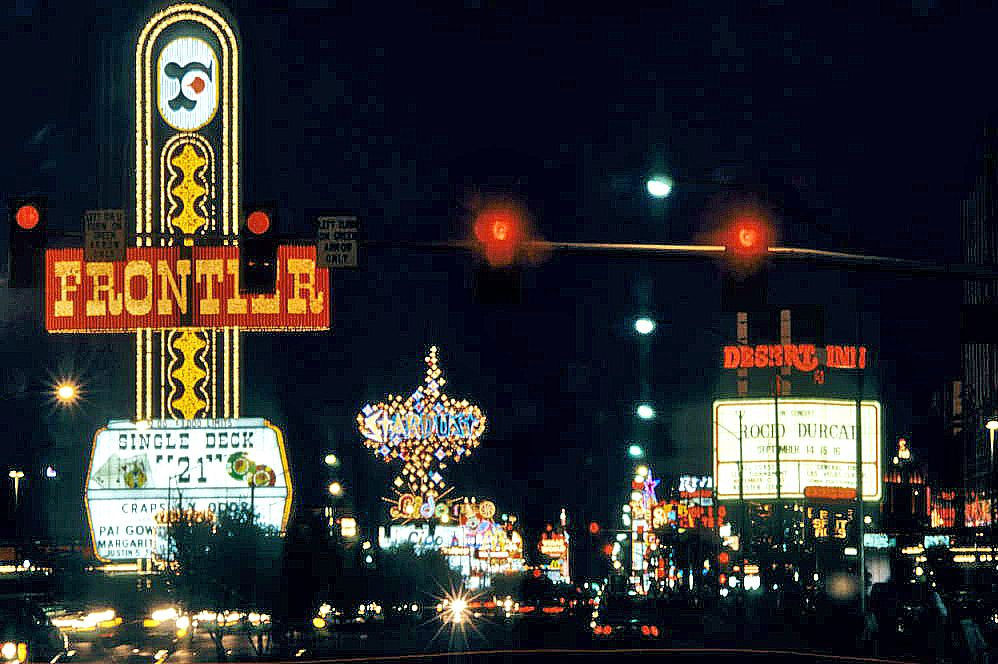
Anuncio publicitando (debajo de Desert Inn) un concierto de Dúrcal en Las Vegas, 1989.

Pese a este rompimiento, continuó con su carrera por México, y en 1988, grabó el álbum Como tu mujer bajo la producción de Marco Antonio Solís; y dos años más tarde realizó su primer álbum en formato CD, titulado Si te pudiera mentir. En 1991, ofreció un concierto en el Auditorio Nacional de Ciudad de México, que fue grabado para su álbum en vivo El concierto... En vivo. Entre 1992 y 1993, grabó el álbum Desaires, disco producido por el cantante y compositor mexicano Joan Sebastian, con el cual volvió a interpretar música ranchera y que le concedió un resurgimiento de popularidad musical. Con ese álbum, lanzado simultáneamente en México, Estados Unidos, Colombia, Venezuela y España, realizó una gira mundial promocional. En 1995, lanzó el disco Hay amores y amores, con composiciones y producción del argentino Roberto Livi, mismo que le valió una nueva nominación a los Premios Grammy en la categoría Best Latin Pop Albums. Por compromiso laboral, en 1997 se reunió por última vez con Juan Gabriel para grabar el álbum Juntos otra vez, aunque su realización fue problemática por sus anteriores problemas de amistad, y desavenencias entre los dos durante las grabaciones y producción del mismo. El mismo año, con la dirección de su descubridor Luis Sanz, realizó la serie Los negocios de mamá, transmitida por Televisión Española. 
En el año 2000 Dúrcal cumplió cuarenta años de trayectoria artística, así que dentro del marco de las actuaciones por este aniversario, destacó el lanzamiento que en febrero de ese año hizo en México la revista Reader's Digest del álbum Rocío Dúrcal: La Antología, con un compendio de sus éxitos de los últimos años y la celebración en el Auditorio Nacional de la Ciudad de México. En ese año, retorna a la música ranchera con el disco Caricias bajo la producción del músico, compositor y productor Bebu Silvetti. 

### 2001-2005: proyectos, enfermedad y vida posterior
En 2001, grabó Entre tangos y mariachi, un disco que incluyó diez tangos argentinos interpretados con arreglos de bolero ranchero, producido nuevamente por Bebu Silvetti. Justo después de concluir la mencionada grabación, fue diagnosticada con cáncer de útero. Al recibir la noticia, el mismo año decidió regresar a España para realizar una gira. Para octubre, grabó el tema Dama, dama, incluido en el álbum Mujer, lanzado como parte de una campaña que tuvo la finalidad de recaudar fondos para una organización contra el cáncer de mama. Tiempo después, se sometió a varios tratamientos médicos en busca de erradicar su enfermedad, lo que causó que se viera forzada a cancelar una gira que tenía planeada a hacer por Latinoamérica y Estados Unidos. Tras año y medio de ausencia, reapareció en los escenarios el 19 de septiembre de 2002 con un concierto en el Auditorio Nacional de México, realizando el mismo espectáculo que ofreció en España en 2001. Este fue grabado en un álbum doble que salió a la venta en CD y luego en DVD el 22 de octubre, con el título, En concierto... Inolvidable, mismo que fue nominado a un premio Grammy Latino. De igual forma, emprendió su gira por América que había quedado pendiente un año atrás debido a su enfermedad.
En 2003, desde España colaboró con el cantante mexicano Julio Preciado para grabar el tema «Si nos dejan», incluido en su álbum Que me siga la tambora. Al mismo tiempo, consiguió otra nominación a un Grammy Latino por su disco Caramelito, estrenado en mayo de ese año. En mayo de 2004, asistió a una revisión médica para darle seguimiento a su cáncer, donde le fue informado que este había hecho metástasis en sus pulmones, lo que la obligó a tomar quimioterapia. A pesar de esto, cumplió con el compromiso de grabar su último disco, Alma ranchera, con el que logró ser nuevamente nominada a un Grammy Latino. Un año después, durante los premios Grammy Latino de 2005, se le otorgó uno a la excelencia musical.

## Vida personal

### Matrimonio e hijos
En 1965, durante el rodaje de Más bonita que ninguna, Rocío Dúrcal conoció al conjunto Los Brincos, que se encargaron de componer algunas canciones para esta película, entablando una amistad especial con dos de sus integrantes, Juan Pardo y Antonio Morales Junior (1943-2014), que poco después se separarían del grupo y formarían el dúo Juan y Junior. Tras años de amistad, Rocío se enamoró de este último en 1969, y luego de nueve meses de noviazgo, contrajeron matrimonio en el monasterio de El Escorial.
Once meses después, nace la primera hija de ambos llamada Carmen María Guadalupe. Rechaza contratos para atender a su hija, pero retoma la carrera del cine y participa en montajes teatrales. En 1972, Antonio Morales inicia una serie de espectáculos en televisión cantando a dúo con su esposa tanto en España como en Latinoamérica, formando así el efímero dúo Unisex. En abril de 1974, Morales decidió renunciar a su carrera profesional para dedicarse a tiempo completo al cuidado de sus hijos y de Dúrcal esposa, decisión tomada después del nacimiento de Antonio Fernando, su segundo hijo juntos. En 1979, nació Shaila de los Ángeles Morales, su tercera hija.

### Controversias
En febrero de 1975, fue detenida junto a otros actores, como Tina Sainz, y multada con 200 000 pesetas, por formar parte de un piquete que alentaba a la huelga que los artistas estaban realizando en Madrid.

## Muerte

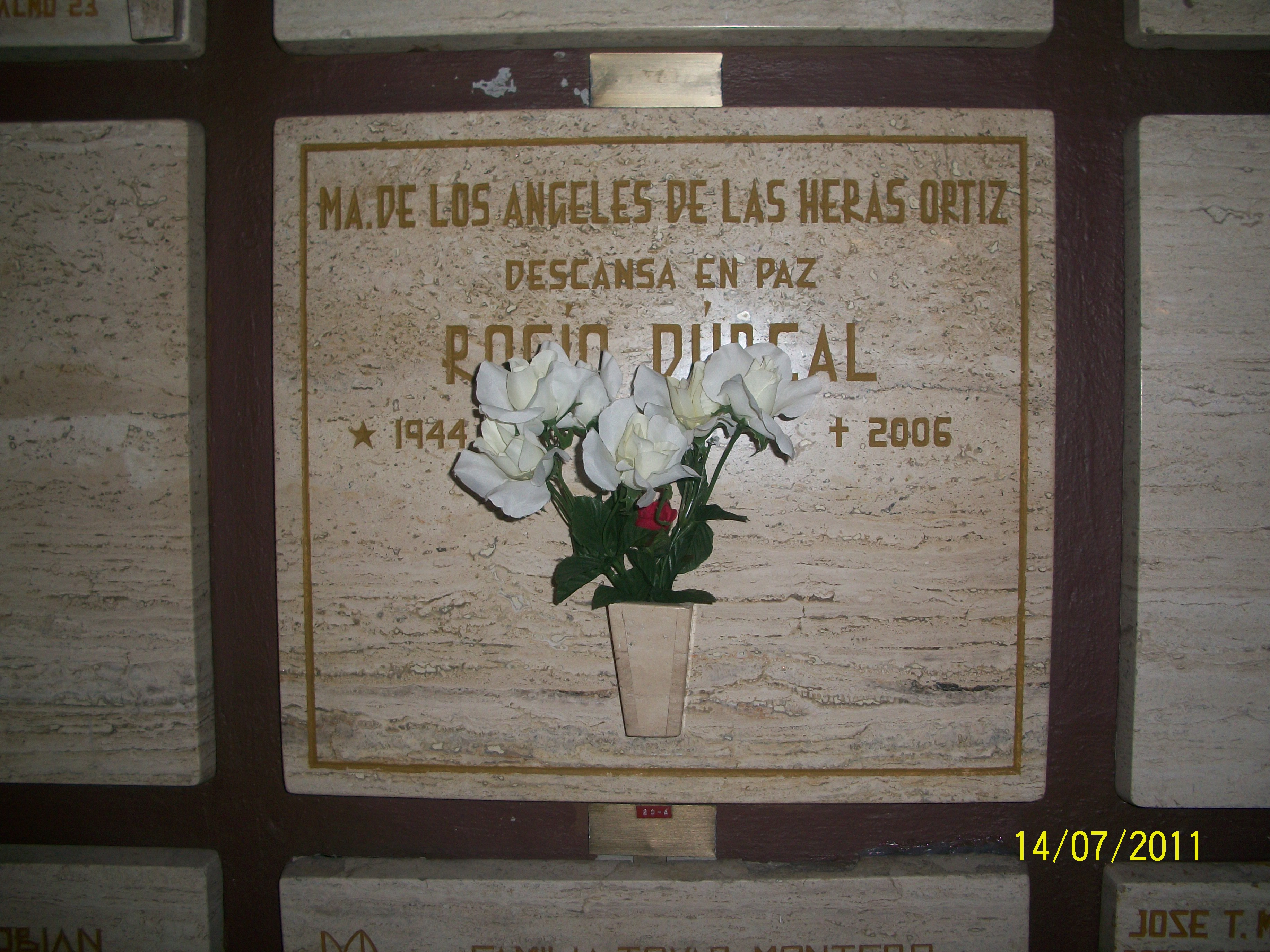
Cripta de Dúrcal, fotografiada en 2011. Se encuentra dentro de la Basílica de Guadalupe, en Ciudad de México.

Luego de cinco años luchando contra el cáncer uterino, el 25 de marzo de 2006, Dúrcal falleció a los 61 años de edad en su casa de Torrelodones. Al día siguiente, su cuerpo fue cremado y sus cenizas fueron distribuidas entre España y México, con una mitad de las mismas siendo llevadas a descansar a una cripta al interior de la Basílica de Guadalupe, ubicada en Ciudad de México.

## Legado
El 1 de enero de 2023, la revista Rolling Stone la colocó en su lista de «los 200 mejores cantantes de todos los tiempos», posicionándola en el puesto 139.

### Honores

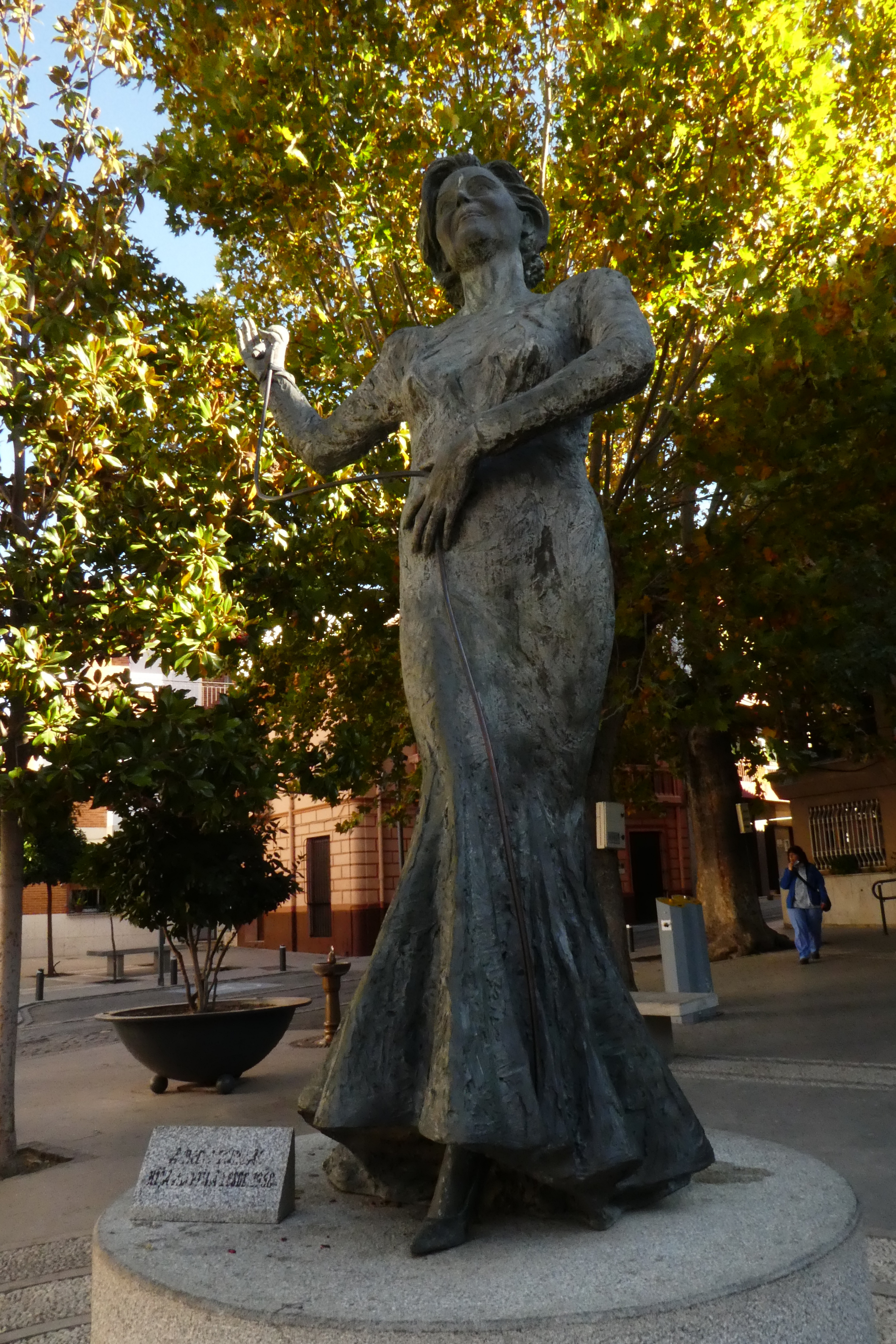
Estatua de Dúrcal, fotografiada en 2021. Se encuentra en el municipio de Dúrcal, en España.

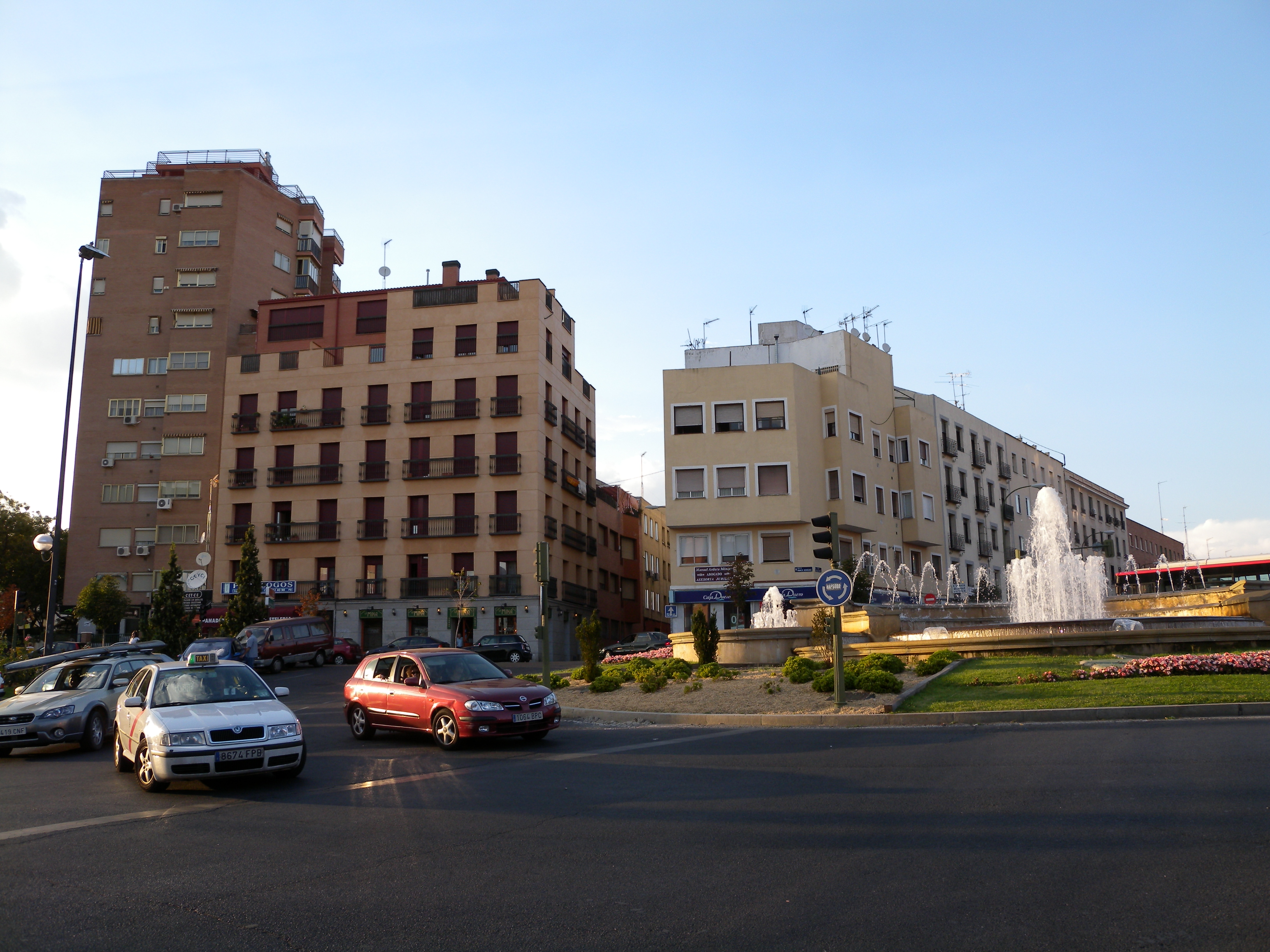
Glorieta nombrada en honor a Dúrcal, fotografiada en 2009. Está ubicada en la confluencia de Francos Rodríguez, en Madrid, España.

- 1969: Título de «Hija Adoptiva» de la villa de Dúrcal, en la provincia de Granada (España).
- 1972: Título de Ciudadana Honoraria de Puerto Rico.
- 1985: Los temas «Amor Eterno» y «Costumbres» son declarados parte del Patrimonio de la Cultura Popular y Musical de México.
- 1986: Declaración como Ciudadana Honorable de la ciudad de Tucson (Estados Unidos).
- 1987: La canción «La guirnalda» es declarada parte del Patrimonio de la Cultura Popular y Musical de México, principalmente en la ciudad de Puerto Vallarta.
- 1987: Título de Madrina, reconocimiento entregado por la Oficina de Turismo de la ciudad de Puerto Vallarta (México) por su canción «La guirnalda».
- 1996: Otorgamiento de la Estrella de la Plaza Galerías, de la Ciudad de México.
- 1999: Billete de la Lotería Nacional de México impreso con su imagen.
- 2000: Estrella de la Calle 8, de Miami (Estados Unidos).
- 2000: Huésped distinguida, a la que se le otorgaron las Llaves del Condado Dade (Estados Unidos).
- 2002: Nombrada Madrina de Honor de las estudiantinas a nivel internacional, en la ciudad de Murcia (España).
- 2005: Homenaje Especial del Premio de la Música Mexicana ERES en el Zócalo de la Ciudad de México.
- 2007: Instauración de la Medalla Rocío Dúrcal como título de reconocimiento de la Asociación Internacional de Mariachis.
- 2008: Inauguración del colegio "Rocío Dúrcal" en Madrid (España).
- 2009: Título de Hija Adoptiva de Torrelodones.[45]
- 2009: Inaugurada de la estatua de bronce en su honor, en la ciudad de Dúrcal.
- 2011: Volver a verte Rodaje y emisión de un trabajo televisivo sobre su vida, en España.[46]
- 2011: Inauguración del Día Internacional de Rocío Dúrcal el 11 de noviembre[47]
- 2012: Exposición de recuerdos, fotografías y discos en la ciudad de Dúrcal (provincia de Granada).[48]
- 2016: Libro en honor a la carrera artística de Rocío Dúrcal «Los Pecados de la Dúrcal».[49]

### Homenaje discográfico
En 2009, Sony Music realizó el álbum Duetos como homenaje a la artista tomando las pistas de su voz provenientes de sus temas más exitosos, para unirlos a dúo con artistas de la actualidad. Uno de los temas grabados fue un acople técnico que se hizo con su voz y la de Javier Solís en el tema Sombras, aprovechando el trabajo para el álbum Javier Solís: éxitos con trío, grabado en 2003 por el productor discográfico argentino Julián Navarro, al aislar la voz de Solís y añadirle un acompañamiento con un conjunto de boleros y trío de voces.

### Proyectos biográficos
El 27 y 28 de diciembre de 2011, el canal de televisión español Telecinco emitió dos capítulos sobre la vida de Rocío Dúrcal, bajo el título de Rocío Dúrcal, volver a verte. En un primer momento, la actriz que encarnaría a la cantante sería su propia hija Carmen Morales, sin embargo por discrepancias en el guion, rechazó la oferta. Más tarde la actriz que daría vida en la ficción a Rocío Dúrcal sería Norma Ruiz. El reparto lo completarían Josep Linuesa interpretando a Antonio Morales, Ana Rujas en el papel de Shaila Dúrcal, Sandra Blázquez en el papel de Carmen Morales, Adrián Viador encarnando a Antonio Morales de las Heras, y Luisa Martín y Helio Pedregal encarnando a los padres de Rocío Dúrcal. La miniserie es ambientada al principio, en 1965 con el rodaje de Más bonita que ninguna donde conoció a quien sería su esposo, hasta su muerte en 2006.
El 24 de septiembre de 2024, se anunció la preparación de una película sobre su vida, producida por Sony Music Vision, en asociación con Sony Music México y Altit Media Group, y sus hijas, Shaila Dúrcal y Carmen Morales.

## Filmografía

### Cine
| Año  | Título                 | Papel           |
| ---- | ---------------------- | --------------- |
| 1962 | Canción de juventud    | Rocío           |
| 1963 | Rocío de La Mancha     | Rocío / Isabel  |
| 1964 | La chica del trébol    | Rocío           |
| 1964 | Tengo 17 años          | Rocío / Natalia |
| 1965 | Más bonita que ninguna | Luisa / Luisito |
| 1966 | Acompáñame             | Mercedes        |
| 1967 | Buenos días, condesita | María           |
| 1967 | Amor en el aire        | Clara           |
| 1968 | Cristina Guzmán        | Cristina / Mara |
| 1969 | Las Leandras           | Patricia        |
| 1972 | La novicia rebelde     | Gloria          |
| 1972 | Marianela              | Marianela       |
| 1974 | Díselo con flores      | Úrsula          |
| 1977 | Me siento extraña      | Laura           |
| 1980 | La playa del amor      | Ella misma      |
| 1984 | Siempre en domingo     | Ella misma      |

### Televisión
| Año  | Título               | Papel     |
| ---- | -------------------- | --------- |
| 1977 | Mujeres insólitas    | Cleopatra |
| 1997 | Los negocios de mamá | Ana       |

## Premios y nominaciones
| Año  | Premio(s) / Reconocimiento(s) / Título(s) |
| 1972 | Premio como Mejor Actriz del Círculo de Bellas Artes |
| 1972 | Premio del Sindicato Nacional del Espectáculo a la Mejor Actriz por su actuación en la película Marianela                                                                                             |
| 1984 | Premio Naranja de la peña periodística Primera Plana de España |
| 1985 | Premio ACE a la Mejor Cantante Femenina, otorgado por la ACE (Asociación de Periodistas de Espectáculos) de Nueva York                                                                                |
| 1986 | Premio Ronda al Mejor Álbum y a la Artista Femenina del Año, entregado por el equipo de la revista de farándula Ronda (Venezuela)                                                                     |
| 1986 | Premio Prensa AYPEE otorgado por la Asociación Yucateca del Espectáculo de México |
| 1986 | Nominación a los Grammy Awards en la categoría Mejor Álbum Latino del Año por el álbum Canta a Juan Gabriel Volumen 6                                                                                 |
| 1986 | Premio Especial al Mejor Dueto por «Déjame vivir», con Juan Gabriel |
| 1987 | Premio Heraldo a la Mejor Intérprete Internacional Femenina. |
| 1988 | Premio Aplauso FM 98, otorgado por el Spanish Broadcasting System, en la ciudad de Los Ángeles (Estados Unidos).                                                                                      |
| 1989 | Premio Long Play al Mejor Álbum del Primer Trimestre, por el LP Como tu mujer |
| 1990 | Premio TV y Novelas a la Mejor Intérprete Femenina |
| 1991 | Premio Heraldo a la Mejor Cantante del Año |
| 1991 | Premio Ronda a la Artista Internacional del Año, entregado por la revista Ronda (Venezuela) |
| 1991 | Premio Aplauso al tema «Si piensas... Si quieres», en Miami (Estados Unidos) |
| 1991 | Premio Heraldo, por su brillante trayectoria artística de 30 años de éxitos ininterrumpidos |
| 1991 | Reconocimiento Especial de BMG Ariola, por sus 30 años de trayectoria artística, habiéndole entregado 39 discos de oro y 30 de platino.                                                               |
| 1993 | Premios ACE al Mejor Disco, a la Mejor Artista Internacional del Año y al Mejor Concierto |
| 1993 | Rocío Dúrcal en el Paramount, según la ACE (Asociación de Cronistas de Espectáculos) de Nueva York |
| 1995 | Medalla Agustín Lara, presea que entregan los compositores a un intérprete |
| 1995 | Reconocimiento por sus 35 años de Carrera Artística por parte de la ANDA (Asociación Nacional de Actores) de México                                                                                   |
| 1995 | Diploma de Honor como una de las artistas más queridas que han llegado a México, por parte de la Asociación de Periodistas Cinematográficos de México                                                 |
| 1995 | Premio Orquídea de Platino, instituido por Venevisión en la ciudad de Maracaibo (Venezuela), como un homenaje por su amplia y brillante trayectoria artística, siendo la primera artista en recibirlo |
| 1996 | Premio Aplauso al Mejor Tema por «Cómo han pasado los años», en Miami (Estados Unidos) |
| 1996 | Nominación a los Grammy Awards en la categoría Mejor Disco Latino por el álbum Hay amores y amores |
| 1996 | Premios ACE a Mejor Tema por la canción «Hay amores y amores» y Mejor Intérprete Femenina, según la ACE (Asociación de Cronistas de Espectáculos) de Nueva York                                       |
| 1997 | Premio Hall of Fame de la revista Billboard, por su trayectoria artística. |
| 1997 | Reconocimiento Miztli a su Carrera Artística, en la Ciudad de Puebla (México). |
| 1998 | Premio Lo Nuestro al Mejor Dúo o Grupo por el disco Juntos otra vez |
| 1999 | Premio TV y Novelas, reconocimiento especial por ser la embajadora de la canción ranchera a nivel mundial                                                                                             |
| 2000 | Premio Reader Digest por las altas ventas del álbum La Antología, en México DF. |
| 2002 | Segundo Reconocimiento Especial de BMG Ariola por haber acumulado 39 discos de oro y 19 de platino en los últimos 12 años                                                                             |
| 2003 | Nominada al Premio Grammy Latino en la categoría Mejor Álbum de Música Regional Mexicana por el disco En concierto... Inolvidable                                                                     |
| 2004 | Nominación al Premio Grammy Latino en la categoría Mejor Álbum Vocal Pop Femenino por el álbum Caramelito                                                                                             |
| 2005 | Premio Naranja, otorgado por la Asociación de Prensa Primera Plana, de España |
| 2005 | Premio Latino a Toda Una Vida en la IX Edición de los Premios de la Academia de la Música |
| 2005 | Nominada al Grammy Latino en la categoría Mejor Álbum de Música Regional Mexicana por el disco Alma ranchera                                                                                          |
| 2005 | Premio Grammy Latino a la Excelencia Musical, otorgado por la Academia Latina de la Grabación. |
| 2005 | Premio Estrella de la Prensa |
| 2006 | Premio Naranja Especial a Rocío Dúrcal y su familia, otorgado por la Asociación de Prensa Primera Plana de España                                                                                     |
| 2006 | Premio Júbilo 2006, Título Póstumo |
| 2006 | Premio "Oye", Musa Especial Homenaje por la trayectoria y la contribución a la música mexicana |
| 2006 | Premio Especial de la Televisión Española "TVE" en la Gala del Disco del Año |
| 2008 | Premio "Billboard" al "Mejor Disco De Grandes Éxitos" por el álbum de compilación "Amor Eterno (los éxitos)"                                                                                          |
| 2009 | Premio "Grammy" póstumo en reconocimiento a su carrera musical |
| 2009 | Premio de la Cadena Dial a la Artista Más Querida |